# Grad Montsoreau
Grad Montsoreau (francosko Château de Montsoreau) je francoski grad, približno 250 km jugozahodno od Pariza, v Občini Montsoreau regije Pays de la Loire, v Dolina Loare. Grad je edini izmed vseh gradov v dolini Loare, ki so bili zgrajeni povsem na rečnem bregu Loare.
Zgodovinski spomenik je od leta 1862, od leta 2016 gosti Muzej sodobne umetnosti. Zbirka je ena največjih zbirk konceptualne umetnosti na svetu.
Občina Montsoreau in grad Montsoreau sicer ležita v osrednjem delu Loarske doline. Grad je bil 2. decembra 2000 dodan na Unescov Seznam svetovne dediščine.

## Zgodovina
Grad Montsoreau je sredi 15. stoletja zgradil Janez II. Chambes, zaupnik in diplomat kralja Karla VII., na mestu starejšega gradu. Strateški položaj starejšega gradu je varoval cesto od Chinona do Saumurja. Po francoski revoluciji so grad dodelili več lastnikom.
Kasneje ga je pridobil in obnovil Departma Maine-et-Loire.

## V popularni kulturi
- William Turner je grad naslikal v akvarelu, ki ga hrani Ashmolov muzej v Oxfordu.
- Alexandre Dumas je grad ovekovečil v svojem romanu Gospa Monsoreau, napisanem med letoma 1845 in 1846.[9]
- V Gargantui Françoisa Rabelaisa Gargantua podeli Montsoreau Itybole kot nagrado za njegovo zmago v vojni proti Pichrocoleuju.
- Auguste Rodin ga idealizira na risbi, ki je shranjena v Rodinovem muzeju.